# Ernst Bröer
Ernst Bröer (* 11. April 1809 in Ohlau; † in der Nacht vom 25. zum 26. März 1886 in Tarnopol) war ein deutscher Organist und Musikant.

## Leben
Bröer zog von seiner Heimatstadt nach Breslau, wo er knapp vierzig Jahre lang als Organist und als Chorleiter der St. Dorotheenkirche tätig. Am königlichen katholischen Matthiasgymnasium war Bröer in den Jahren 1843–1884 als Gesanglehrer angestellt. Im Zeitraum der 1830er und 1840er galt Ernst Bröer als der beste Violoncellovirtuose der ganzen Stadt. Zudem tätigte er sich als Kirchenkomponist und schrieb unter anderem acht Messen. Am Breslauer Ursulinerkloster unterrichtete Bröer in den 1870er Jahren Gesang. Im Jahr 1884 gab er alle Ämter ab zog in das Jesuitenkloster zu Tarnopol, wo er in der Nacht vom 25. auf den 26. März an einem Ischämischen Schlaganfall starb.

## Werke
- Gesanglehre für Gymnasien und höhere Bürgerschulen
- St. Hedwig
- Die Christnacht